# (7850) Buenos Aires
(7850) Buenos Aires es un asteroide perteneciente al cinturón de asteroides descubierto por Lucas Macri el 10 de junio de 1996 desde el Observatorio del Monte Hopkins.

## Designación y nombre
Designado provisionalmente como 1996 LH. Fue nombrado "Buenos Aires" en honor a Buenos Aires, capital de Argentina y ciudad fundada en 1536 por Don Pedro de Mendoza, pero fue destruida poco después de ser fundada. La reconstruyeron de nuevo en 1580 especialmente por Don Juan de Garay.

## Características orbitales
Buenos Aires está situado a una distancia media de 2,418 ua, pudiendo alejarse un máximo de 2,677 ua y acercarse un máximo de 2,159 ua. Tiene una excentricidad de 0,106.

## Características físicas
La magnitud absoluta de Buenos Aires es 14,8. Tiene un diámetro de 3,194 km y su albedo se estima en 0,228.